# گمینا پوشوینتنه (استان ووتسکی)
گمینا پوشوینتنه (استان ووتسکی) (به لهستانی:  Gmina Poświętne) یک گمینا در لهستان است که در شهرستان اوپوچنو واقع شده‌است. گمینا پوشوینتنه ۱۴۰٫۸۷ کیلومتر مربع مساحت و ۳٬۳۱۸ نفر جمعیت دارد.